# Supra-isolant
L'état supra-isolant est un phénomène survenant dans certains matériaux. Il se caractérise par la présence d'une résistance électrique infinie empêchant la conduction électrique. Ce phénomène s'oppose à celui de la supraconductivité, qui à l'inverse n'offre aucune résistance électrique sous certaines conditions.

## Historique
Cet effet a été découvert par deux chercheurs russes (Valéry Vinokour et Tatiana Batourina) et Christoph Strunk, physicien des basses températures de l'université de Ratisbonne, travaillant au Laboratoire national d'Argonne. Il a été publié dans la revue « Nature » le 3 avril 2008.
Cette découverte est venue confirmer l'existence de matériaux supra-isolants. On ignorait jusque-là si le caractère supra-isolant d'un film de nitrure de titane tenait à sa permittivité quasi-infinie ou une conductivité nulle.

## Théorie
Les expériences aussi bien que les théories en vigueur suggéraient que pour qu'un matériau soit supra-isolant, il faut qu'il ait aussi des propriétés de supraconducteur, ; or le nitrure de titane est en effet un supraconducteur en dessous de 4,86 K. Si l'on abaisse la température en dessous de 70 mK, une couche mince de 5 nm de nitrure de titane soumise à un champ magnétique d'une intensité de 0,9 T devient supra-isolante : l'alliage développe ce que l'on appelle une « énergie de charge », qui fait absolument écran au courant électrique. La conductivité de ce film de nitrure de titane n'est plus détectable.
Ce phénomène, exactement antagoniste aux propriétés d'un supraconducteur, repose sur le principe d'incertitude de Heisenberg. Dans le passage de l'état supraconducteur à celui de supra-isolant, la charge électrique et la polarisation magnétique échangeraient leurs rôles : dans le supra-isolant, les dipôles magnétiques (fluxons) s'apparieraient par moments opposés et circuleraient autour des charges électriques. Les paires de Cooper de l'alliage seraient ainsi piégées et immobilisées et sa conductivité électrique, annulée.
Mais cette théorie n'est pas unanimement acceptée.

## Applications
L'emploi de supra-isolants pourrait permettre de produire des batteries idéales, qui ne se déchargent pas en cas d'inutilisation prolongée.
L'association d'un supraconducteur à un supra-isolant pourrait permettre de développer des relais électriques sans pertes d'énergie sous forme de chaleur.